# Ernest Maftei
Ernest Maftei (n. 6 martie 1920, Prăjești, Bacău, România – d. 19 octombrie 2006, București, România) a fost un actor român, poet, epigramist și, în tinerețe, adept al Mișcării Legionare.

## Copilăria
S-a născut la 6 martie 1920 în satul Prăjești, comuna Prăjești, județul Bacău. La școala normală (școala de învățători) din Bacău a debutat cu versuri în revista Liliacul, editată împreună cu patru colegi. Din clasa a cincea până în clasa a opta, a jucat în spectacole de teatru, în trupa școlii, fiind distribuit și în unele roluri feminine.

## Biografie
Ernest Maftei a urmat cursurile școlii primare - în satul natal, pe cele ale Școlii Normale din Bacău după care, în perioada 1941-1944, a urmat cursurile Academiei de Artă Dramatică din Iași „Și dacă tot eram acolo, am făcut și vioara vreo 4 ani”. În 1942, în perioada studenției, a debutat ca actor pe scena Teatrului „Muncă și lumină”, care era o filială a Teatrului Victor Ion Popa, în rolul unui bancher, în piesa Zece milionari de Victor Ion Popa (cel de la care a învățat meseria de actor). Din 1949 până în 1952, a jucat la Teatrul de Stat din Ploiești apoi, din 1953 până la pensionare (în 1970), la Teatrul Muncitoresc CFR Giulești din București (actualul „Odeon”). În 1950 a debutat cinematografic, cu un rol episodic, în pelicula Răsună valea, regizat de Paul Călinescu. Cariera sa cinematografică s-a încheiat în anul 2006, cu un rol în filmul de comedie Păcală se întoarce, în regia lui Geo Saizescu. A jucat atât în roluri principale cât și în roluri secundare, dar pentru el
„nu există roluri mari și roluri mici. Există oameni. Da’ și cu oamenii e o treabă. Poți să cunoști un om de ani de zile, dar să nu-l cunoști cu adevărat până nu-l prinzi la un moment de sinceritate în care-ți dă replica-cheie. Până atunci nu-l cunoști. Că oamenii nu se lasă descoperiți ușor. O fi având fiecare replica lui cheie, fie că știe sau nu de ea, dar nu ți-o încredințează cu una sau cu două. Și personajele sunt la fel, să știi. Și ele au replica lor cheie. Și trebuie să stai multă vreme cu ele să le-o dibui…”—Ernest Maftei, revista „Cinema“, nr. 6, 1973, p. 40
În 1953 a înființat, alături de Colea Răutu și de alți actori, Uniunea Cineaștilor din România.
Deși a fost un prețuitor constant al farmecului feminin, actorul nu a fost căsătorit decât o singură dată. A avut un fiu, Gheorghe (Gheorghiță) Maftei care este un artist plastic cunoscut.

## Cariera politică
Ernest Matei și-a început cariera politică în Mișcarea Legionară unde a ocupat un rol important în județul Bacău. La 17 ani a aderat la mișcarea legionară „Frăția de Cruce” de la Școala normală, devenind liderul acesteia. A fost închis în lagărul de la Vaslui în anul 1938, timp de 5 luni, în timpul lui Armand Călinescu. A fost judecat de 13 ori, în tinerețe, dar achitat de fiecare dată. A fost deținut politic în închisorile Galați, Jilava și Văcărești, judecat de 4 ori pentru apartenență la Mișcarea Legionară.
În dosarele de la Securitate era numit chiar al treilea cel mai periculos om pentru comunismul român. După decapitarea Mișcării Legionare de către regimul carlist, Ernest Maftei rămâne printre puținii supraviețuitori din zonă, astfel că în momentul în care este alungat Carol al II-lea și instaurată Legiunea Arhanghelului Mihail la putere este desemnat responsabil pe 4 județe, în principal din cauza lipsei de cadre superioare, el având doar 21 de ani la data respectivă. În momentul în care primește ordine de la București să ridice 136 de evrei suspectați de activități comuniste și subversive, el preia pe toți cei din listă și îi ascunde la Prăjești unde îi angajează la cariera de piatră care aparținea tatălui său. În urma acestei acțiuni, tatăl său este arestat mai târziu și încarcerat.
Despre asasinarea lui Nicolae Iorga el spune că în acele momente se afla cu Horia Sima în aceeași mașină și că au ajuns prea târziu la Vălenii de Munte, și că erau informați că viața acestuia era în pericol.
A fost judecat de către comuniști de patru ori pentru apartenență la Mișcarea Legionară, însă a fost achitat tot timpul din cauza intervențiilor evreilor salvați de el și care au depus mărturii pentru a-l ajuta. Pentru a scăpa de opresiunile comuniste și pentru a putea juca în continuare pe scenă, a preluat numele de Erman Valahul.
A participat activ la evenimentele din 21 decembrie 1989 apărând în fața demonstranților cu un steag fără stemă (nedecupat) și a rămas în stradă până la finalizarea evenimentelor.
A participat la protestele din iunie și a fost bătut și lăsat inconștient pe malul Dâmboviței fiind salvat ulterior de un trecător.

## Cariera artistică
A devenit unul dintre monștrii sacri ai filmului românesc și unul dintre cei mai populari actori români.
Alături de Colea Răutu și alți actori, a înființat Uniunea Cineaștilor din România.
A colaborat la realizarea emisiunii „Ferma”, specializată pe teme din viața rurală și agricultură, transmisă pe canalul TVR 2.
În 1995, a devenit membru al partidului „Pentru patrie”, alăturându-se camarazilor săi împreună cu care luptase și suferise în închisori.

## Publicații
A debutat publicistic în 1937, în ziarul Moldova, cu tableta „O excursie în gând”. A scris piesele de teatru: Umbre din trecut (1943) -  jucată și premiată la un concurs organizat de Teatrul Național din Iași, Răzeșii lui Bogdan (1953) - cu care Teatrul CFR Giulești s-a prezentat la concursul pe țară al colectivelor teatrale și a obținut premiul I, Îndoiala (1957) - pusă în scenă.
În 1960 a câștigat un premiu pe țară la un concurs de epigrame, fiind înclus în antologia „Epigrame alese” cu epigrama „Învățătură”: „Învățăm de mii de ani/ Și tot nu luăm aminte:/ Prostul plînge după bani/ Și deșteptul după minte”.
În 1995 a debutat editorial cu volumul de versuri Autografe.

## Premii și distincții
Prin 1945 s-a înființat Teatrul Poporului, unde a jucat  patru ani „Era cel mai frumos lucru din câte puteau exista. Un teatru de turnee. Am bătut toată țara: sate, târguri, orașe. Jucam pentru muncitori. Jucam pentru țărani. Patru ani. Tare frumos a fost timpul acela”. Însă, un dosar de dinainte de cel de-Al Doilea Război Mondial, de când era elev de liceu, i-a creat destul de multe probleme actorului. Astfel că, a luat hotărârea ca pe afiș să apară cu pseudonimul Erma Valahul. Pentru rolurile jucate, în 1947, i s-a conferit Meritul Cultural clasa I, la care a renunțat, pentru a nu se deconspira. În 1960 a luat premiul pe țară la un concurs de epigrame. În 1976 i s-a decernat Premiul Uniunii Cineaștilor pentru rolul din filmul Osânda (regizor Sergiu Nicolaescu, după romanul Velerim și Veler Doamne de Victor Ion Popa). În 1998 este decorat la nivel național pentru 50 de ani de film.
În luna iunie 2004, în cadrul unei ceremonii desfășurate la Palatul Cotroceni, Ion Iliescu i-a acordat Ordinul „Meritul Cultural”, în grad de Mare Ofițer „în semn de apreciere a întregii activități și pentru dăruirea și talentul interpretativ pus în slujba artei scenice și a spectacolului”.

## Filmografie
- Ciulinii Bărăganului (1958)
- Bijuterii de familie (1958)
- Valurile Dunării (1960)
- Secretul cifrului (1960)
- Când primăvara e fierbinte (1960)
- Setea (1961)
- Străzile au amintiri (1962)
- Tudor (1963)
- Neamul Șoimăreștilor (1965)
- Cartierul veseliei (1965)
- Răscoala (1966)
- Haiducii (1966)
- Vremea zăpezilor (1966)
- Castelanii (1967)
- Meandre (1967)
- Răpirea fecioarelor (1968)
- Răzbunarea haiducilor (1968)
- Baltagul (1969)
- Căldura (1969)
- Războiul domnițelor (1969)
- Prieteni fără grai (1969)
- Prea mic pentru un război atît de mare (1970)
- Castelul condamnaților (1970)
- Haiducii lui Șaptecai (1971)
- Zestrea domniței Ralu (1971)
- Săptămîna nebunilor (1971)
- Atunci i-am condamnat pe toți la moarte (1972)
- Puterea și adevărul (1972)
- Despre o anume fericire (1973)
- Proprietarii (1973)
- Ultimul cartuș (1973)
- Conspirația (1973)
- Departe de Tipperary (1973)
- 100 de lei (1973) – doar în versiunea cenzurată
- Vifornița (1973)
- Dincolo de nisipuri (1974)
- Frații Jderi (1974)
- Duhul aurului (1974)
- Ștefan cel Mare - Vaslui 1475 (1975)
- Cantemir (1975)
- Mastodontul (1975)
- Zile fierbinți (1975)
- Prin cenușa imperiului (1976)
- Mere roșii (1976)
- Osînda (1976)
- Bunicul și doi delincvenți minori (1976)
- Accident (1977)
- Misterul lui Herodot (1977)
- Buzduganul cu trei peceți (1977)
- Iarba verde de acasă (1977)
- Războiul independenței (serial TV) (1977)
- Toate pînzele sus (serial TV, 1977) - ep. 10-11
- Pentru patrie (1978)
- Vlad Țepeș (1979)
- Drumuri în cumpănă (1979)
- Mihail, cîine de circ (1979)
- Ultima noapte de dragoste (1980)
- Drumul oaselor (1980)
- Burebista (1980)
- Dumbrava minunată (1980) - bunicul Lizucăi
- Cucerirea Angliei (1982)
- Amurgul fântânilor (1983)
- Cireșarii (1984) - moș Timofte
- Sosesc păsările călătoare (1985)
- Mușchetarii în vacanță (1985)
- Mireasma ploilor tîrzii (1985)
- Căsătorie cu repetiție (1985)
- Rămînerea (1991)
- Tusea și junghiul (1992)
- Crucea de piatră (1994)
- Dănilă Prepeleac (1996)
- Triunghiul morții (1999)
- Păcală se întoarce (2006)
- Modigliani (2004)
- Kínai védelem („Apărarea chineză”) (1999)
- Trenul vieții (1998)
- Trahir („A trăda”) (1993)
- Drumul câinilor (1991)
- Căutătorii de aur (1986)
- Convoiul (1981)
- Cumpăna (1979)
- Fair-play (1977)
- Despre o anumită fericire (1973)
- Pădurea pierdută (1971)
- Așteptarea (1970)
- Reconstituirea (1968)
- Merii sălbatici (1964)
- Omul de lângă tine (1961)
- Când primăvara e fierbinte (1960)
- Desfășurarea (1954)
- Nepoții gornistului (1953)
- Detectiv fără voie (2001) - bătrânul de pe Strada Meduzei
- Trăsniții (2003) - Tatăl comandantului